# يوهان ينسن
يوهان ينسن (بالدنماركية: Johan Jensen)‏ (30 ديسمبر 1898 – 26 نوفمبر 1983) هو ملاكم دنماركي راحل، مثّل بلاده في الألعاب الأولمبية الصيفية 1920.

## روابط خارجية
يوهان ينسن على موقع أوليمبيديا (الإنجليزية)